# Paravai
Paravai è una suddivisione dell'India, classificata come town panchayat, di 16.346 abitanti, situata nel distretto di Madurai, nello stato federato del Tamil Nadu. In base al numero di abitanti la città rientra nella classe IV (da 10.000 a 19.999 persone).

## Geografia fisica
La città è situata a 09° 58' 48 N e 78° 03' 37 E.

## Società

### Evoluzione demografica
Al censimento del 2001 la popolazione di Paravai assommava a 16.346 persone, delle quali 8.346 maschi e 8.000 femmine. I bambini di età inferiore o uguale ai sei anni assommavano a 1.884, dei quali 932 maschi e 952 femmine. Infine, coloro che erano in grado di saper almeno leggere e scrivere erano 11.886, dei quali 6.713 maschi e 5.173 femmine.